# Anicet Charles Gabriel Lemonnier
Pour les articles homonymes, voir Lemonnier.
Anicet Charles Gabriel Lemonnier, né le 6 juin 1743 à Rouen et mort le 17 août 1824 à Paris, est un peintre français.

## Biographie
Anicet Charles Gabriel Lemonnier est d’abord élève de Jean-Baptiste Descamps à l'école régionale d'art de Rouen, puis de Joseph-Marie Vien, où il a  pour condisciples et pour amis François-André Vincent et Jacques-Louis David. 
Un extérieur agréable, beaucoup d’esprit naturel et d’excellentes recommandations le font bientôt admettre dans les meilleures sociétés de la capitale, notamment chez Marie-Thérèse Rodet Geoffrin, qui le prend en affection.

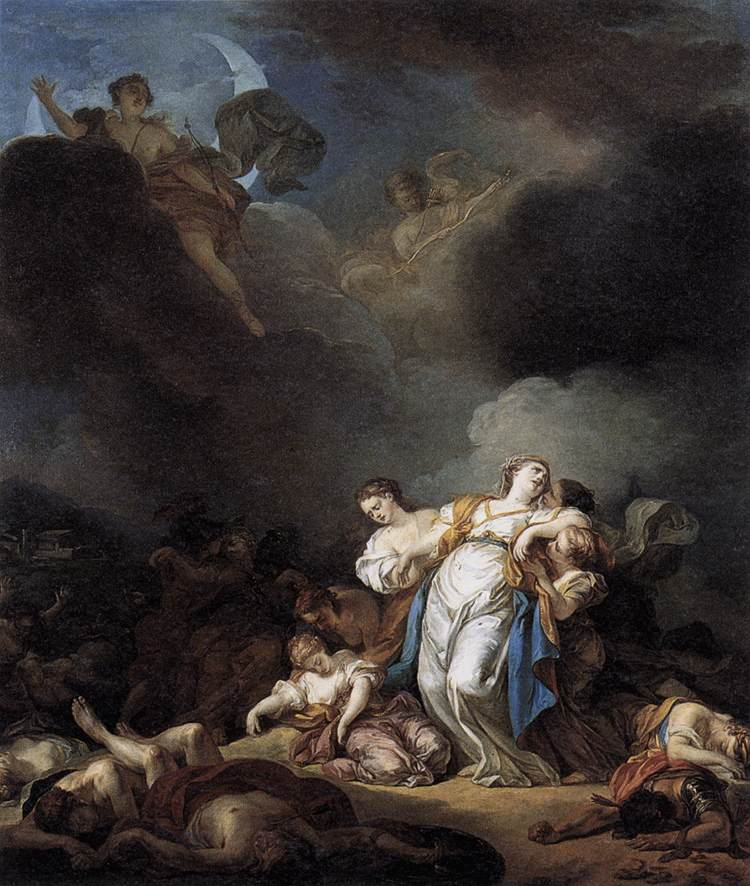
Les Enfants de Niobé tués par Apollon et Diane (1772), musée des Beaux-Arts de Rouen.

En 1772, il expose Les Enfants de Niobe tués par Apollon et Diane, œuvre qui lui vaut le prix de Rome, ex-æquo avec Pierre-Charles Jombert. Il séjourne à Rome, en qualité de permissionnaire du Gouvernement, de 1774 à 1784. Dans cette patrie des arts, Lemonnier trouve un accueil plein de bienveillance près du célèbre poète diplomate, le cardinal de Bernis et se livre avec enthousiasme à l’étude des chefs-d’œuvre des maîtres, où il puise l’inspiration dans le dessin et la composition, qui a fait le caractère distinctif de son talent. 
De retour en France, Lemonnier revient dans sa ville natale où il exécute, pour la chapelle du séminaire de Saint-Vivien, l’un de ses meilleurs tableaux, La Peste de Milan. En 1786, lors du passage de Louis XVI à Rouen à son retour de Cherbourg, Lemonnier est chargé de peindre un tableau dont le sujet est la présentation à ce monarque des membres de la chambre de commerce de cette cité. Peu de temps après, il exécute, pour la même compagnie, un grand tableau allégorique représentant Le Génie du commerce et la découverte de l’Amérique.
En 1789, Lemonnier est reçu membre de l’Académie de peinture avec La Mort d’Antoine comme tableau de réception. À l’époque de la Révolution, Lemonnier est appelé à faire partie de la commission des monuments et, en 1794, il obtient le titre de peintre du cabinet de l’École de médecine. Lié aux Roland, Lemonnier reçoit le 4 décembre 1792 un logement au palais du Louvre du ministre qui le fit entrer à la commission des arts où il rendit de grands services. À Rouen, il est chargé, conjointement avec son compatriote Charles Le Carpentier, de se livrer à la recherche et de faire un choix des tableaux provenant des établissements religieux supprimés dans l’étendue du district, afin de les soustraire à la destruction. S’étant acquitté avec beaucoup de zèle de cette mission critique, c’est aux soins de Lemonnier que plusieurs églises et le musée de Rouen ont dû la possession de bon nombre des meilleures peintures qu’il était parvenu à réunir.
En 1810, Lemonnier devient directeur de la manufacture des Gobelins, place qu’il perd en 1816. Il prend également une part active à l’établissement du musée des Beaux-Arts de Rouen.

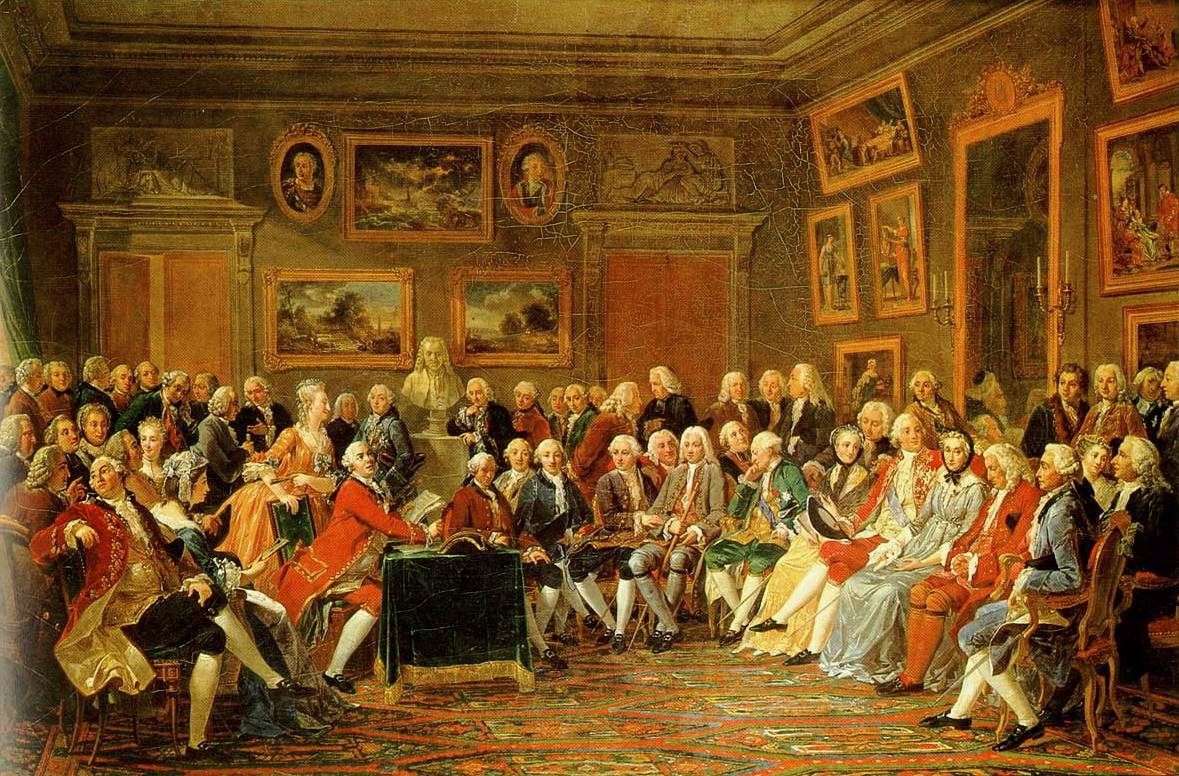
Lecture de la tragédie de L'Orphelin de la Chine de Voltaire dans le salon de Madame Geoffrin, château de Malmaison.

Le tableau le plus connu de Lemonnier est sans conteste Lecture de la tragédie de L'Orphelin de la Chine de Voltaire dans le salon de Madame Geoffrin, exécuté en 1812 pour l’impératrice Joséphine. Ce tableau, conservé au musée national du château de Malmaison, est une reconstruction imaginaire du salon de Marie-Thérèse Rodet Geoffrin dépeignant, entre autres, le ministre Choiseul, Fontenelle, Montesquieu, Diderot et Marmontel regardant soit leur hôtesse soit un buste de Voltaire dont l’acteur Lekain est en train de lire la pièce L’Orphelin de la Chine.
Les principales toiles de ce peintre dont le talent se signale par le goût de la composition, la noblesse de l’expression donnée aux personnages et par une bonne harmonie de la couleur et de la perspective, sont, outre celles déjà mentionnées : La Mission des apôtres ; Jésus-Christ appelant à lui les petits enfants ; Jésus-Christ au milieu des docteurs de la loi, exécuté pour les Ursulines de Rouen ; Portrait de l’abbé Joly, docteur en Sorbonne ; Présentation de la Sainte Vierge au Temple ; la Fortune, d’après le Guide.
Il a également peint une Adoration des Mages ; La Résurrection de Tabitha ; Adieux d’Ulysse et de Pénélope ; Cléombrote, roi de Sparte ; une Sainte Cécile d’après le Dominiquin ; les Ambassadeurs romains envoyés à l’aréopage d’Athènes pour demander les lois de Solon ; François Ier recevant la “Sainte Famille” de Raphaël (réplique 1814, huile sur toile, musée des Beaux-Arts de Rouen); Louis XIV inaugurant la statue de Milon de Crotone, toile qui fut acquise par le prince Eugène de Beauharnais pour sa galerie de Munich ; Portrait de M. d’Herbouville.
Lemonnier a un fils homme de lettres qui a écrit, entre autres, sur son père, rédigeant une Notice historique sur la vie et les ouvrages de A.-C.-G. Lemonnier. Un portrait de Lemonnier est conservé dans la collection de la bibliothèque de Rouen.
Il est enterré au cimetière du Père-Lachaise division 10.

## Distinctions
- Chevalier de la Légion d'honneur (1814).

## Élève
- Eustache-Hyacinthe Langlois (1777-1837)